# カントリーママ
カントリーママ（Country Mama）は、かつて存在した日本の芸能事務所。所在地は東京都新宿区新宿2-13-11 ライオンズマンション新宿御苑第二702号。なお、福井県福井市（惣菜店）と、宮崎県宮崎市（パン店）に所在する同名の企業とは、資本、人材共に無関係である。

## 概要
グラビアやセクシー番組で活動する女性タレントが中心。代表の大勝ミサの個性でも知られた。2001年3月、所属タレントの松田純にスキャンダルが持ち上がった際には、事務所内随一の稼ぎ頭であった松田を躊躇なく解雇し、話題になった。
2003年中に消滅。大勝ミサはほどなくして別の芸能事務所・グランマザーを旗揚げするが、所属タレントの引継ぎは行われなかった。消滅と同時に引退した女性タレントのなかには最後にヘアヌードを公開したり、ヌードビデオの冒頭で引退を宣言するなどの「奇行」もみられた。

## かつての所属タレント

### 消滅時点の女性タレント
- ASUKA
- 小畑江令
- 斉藤ますみ-イエローキャブへ移籍。プロ野球選手（オリックス）の後藤光尊と結婚し実質引退。
- 三枝実央
- 田村りんか
- 丹野未賀
- 平松泉（藤田三希・平松三希） - アバンギャルドから移籍。後に松竹芸能所属。
- 三田村恵利
- 美玲

### 消滅時点の男性タレント
- 小林英彦 - お笑いコンビ・サボテン21号。解散後サボテン小林として活動歴あり。後にヤポンスキーを結成。
- 中沢直人 - お笑いコンビ・サボテン21号。後にモト直樹に改名。

### それ以前に離脱した元所属者
- 千東茉由
- 高橋晴香
- 田口聖子
- 竹之内恵
- 原よしの
- 松田純